# Zeki Demirkubuz
Zeki Demirkubuz (Isparta, 1964. október 1–) török filmrendező, forgatókönyvíró, producer.

## Életrajz
Zeki Demirkubuz Ispartában született.
Az ıspartai Gönen Öğretmen középiskolába járt, de nem fejezte be, ugyanis az 1980-as puccsot követően – baloldali politikai nézetei miatt – 16 évesen letartóztatták és 3 évet ült börtönben.
A kényszerűen félbemaradt középiskola befejezését követően az Isztambuli Egyetem kommunikációs karán diplomázott.
Első önálló mozifilmje, a C-Blok 1993-ban készült, a bemutató időpontja 1994. augusztus 26. volt (Akıl Hastası szerepét a rendező alakította).

## Filmográfia
| alkotás       | év        | szerep       | rendezte (megjegyzés)             |
| ------------- | --------- | ------------ | --------------------------------- |
| Yeraltı       | 2011–2012 | Akıl Hastası | rendező, forgatókönyvíró mozifilm |
| Kıskanmak     | 2009      |              | rendező, forgatókönyvíró mozifilm |
| Kader         | 2006      |              | rendező, forgatókönyvíró mozifilm |
| Bekleme Odası | 2003      |              | rendező, forgatókönyvíró mozifilm |
| İtiraf        | 2001–2002 |              | rendező, forgatókönyvíró mozifilm |
| Yazgı         | 2001      |              | rendező, forgatókönyvíró mozifilm |
| Üçüncü Sayfa  | 1998–1999 |              | rendező, forgatókönyvíró mozifilm |
| Masumiyet     | 1997      |              | rendező, forgatókönyvíró mozifilm |
| C-Blok        | 1993–1994 |              | rendező, forgatókönyvíró mozifilm |

## Fordítás
- Ez a szócikk részben vagy egészben  a   Zeki Demirkubuz című török Wikipédia-szócikk fordításán alapul.  Az eredeti cikk szerkesztőit annak laptörténete sorolja fel. Ez a jelzés csupán a megfogalmazás eredetét és a szerzői jogokat jelzi, nem szolgál a cikkben szereplő információk forrásmegjelöléseként.